# Nature Materials
Nature Materials — научный журнал, издаваемый Nature Publishing Group с 2002 года, публикующий статьи по материаловедению.
В 2012 году журнал обладал импакт-фактором 35,749, что является наивысшим показателем для журналов аналогичной тематики.

## О журнале
Журнал публикует статьи, посвящённые последним достижениям в области материаловедения. Основные направления исследований, представленные в журнале, включают в себя:
- Инженерия и структурные материалы (металлы, сплавы, керамика, композиты)
- Органические и мягкие материалы (стёкла, коллоиды, жидкие кристаллы, полимеры)
- Биологические, биомедицинские и биомолекулярные материалы
- Оптические, фотонные и оптоэлектронные материалы
- Магнитные материалы
- Материалы для электроники
- Сверхпроводящие материалы
- Каталитические материалы
- Материалы для энергетики
- Наноразмерные материалы и процессы
- Вычисление, моделирование и теория материалов
- Поверхности и тонкие плёнки
- Техники дизайна, синтеза, производства и определения характеристик материалов